# Коріненко Павло Степанович
Павло Степанович Коріненко (нар. 12 липня 1942, Медвежа, УРСР) — український науковець у галузі історії. Відмінник народної освіти (1985). Доктор історичних наук (1989), професор (1992).

## Життєпис
Павло Коріненко народився 12 липня 1942 року у селі Медвежому, нині Немирівської громади Вінницького району Вінницької области України.
Закінчив Одеське ПТУ (1961), історичний факультет (1965) та аспірантуру (1974) Одеського університету. У 1962—1965 роках служив в армії. Працював будівельником (1962), учителем історії в Одеському університеті (1974—1978). Від 1978 — в Тернопільському педагогічному інституті (нині ТНПУ): завідувач (1993—2009), професор (від 2009) катедри історії України.

## Доробок
Опублікував 60 статей у закордонних та всеукраїнських наукових збірниках. Автор підручника «Новітня історія країн Європи та Америки. 1918—1945» в якому зазначає, що СРСР мав «моральне право» на окупацію східної Галичини в 1939 р.